# Kothnur
Kothnur é uma vila no distrito de Bangalore, no estado indiano de Karnataka.

## Demografia
Segundo o censo de 2001, Kothnur tinha uma população de 20 835 habitantes. Os indivíduos do sexo masculino constituem 53% da população e os do sexo feminino 47%. Kothnur tem uma taxa de literacia de 67%, superior à média nacional de 59,5%: a literacia no sexo masculino é de 73% e no sexo feminino é de 61%. Em Kothnur, 13% da população está abaixo dos 6 anos de idade.